# Apiocera braunsi
Apiocera braunsi är en tvåvingeart som beskrevs av Axel Leonard Melander 1907. Apiocera braunsi ingår i släktet Apiocera och familjen Apioceridae. Inga underarter finns listade i Catalogue of Life.